# Jahn-Ove Wiik
Jahn-Ove Gule Wiik (Molde, 20 maggio 1982) è un giocatore di calcio a 5 e calciatore norvegese, difensore del Fyllingsdalen.

## Carriera
Wiik ha cominciato la carriera con la maglia del Træff. Nel 2001 ha giocato in 2. divisjon, retrocedendo assieme al resto della squadra al termine dell'annata. Rimasto al Træff fino al termine del campionato 2004, in queste ultime tre stagioni ha militato sempre in 3. divisjon.
Nel 2005 è stato ingaggiato dal Løv-Ham, in 1. divisjon. Ha debuttato con questa casacca il 29 maggio dello stesso anno, impiegato da titolare nella sconfitta per 4-1 subita sul campo del Sandefjord. Il 17 aprile 2006 ha trovato il primo gol per il Løv-Ham, attraverso cui ha contribuito alla vittoria per 3-2 sul Bodø/Glimt. È rimasto in squadra per due stagione.
Nel 2007, Wiik si è trasferito all'Åsane, tornando pertanto in 2. divisjon. Dalla fine della successiva annata calcistica, ha iniziato a giocare nella Futsal Eliteserie con la maglia del Fyllingsdalen: in Norvegia, infatti, i campionati di calcio a 5 cominciano al termine di quelli di calcio, rendendo compatibili entrambe le attività. Ha vestito questa casacca per tre stagioni, per poi passare al Vadmyra.
In seguito, ha contribuito alla promozione in 1. divisjon dell'Åsane, arrivata al termine del campionato 2014. Wiik è rimasto in squadra fino al mese di luglio 2017, quando si è trasferito al Fyllingsdalen, in 2. divisjon.

## Statistiche

### Presenze e reti nei club
Statistiche aggiornate al 19 dicembre 2017.
| Stagione             | Club                 | Campionato           | Campionato | Campionato | Coppe nazionali | Coppe nazionali | Coppe nazionali | Coppe continentali | Coppe continentali | Coppe continentali | Supercoppe | Supercoppe | Supercoppe | Totale | Totale |
| Stagione             | Club                 | Comp                 | Pres       | Reti       | Comp            | Pres            | Reti            | Comp               | Pres               | Reti               | Comp       | Pres       | Reti       | Pres   | Reti   |
| -------------------- | -------------------- | -------------------- | ---------- | ---------- | --------------- | --------------- | --------------- | ------------------ | ------------------ | ------------------ | ---------- | ---------- | ---------- | ------ | ------ |
| 2001                 | Træff                | 2D                   | ?          | ?          | CN              | ?               | ?               | -                  | -                  | -                  | -          | -          | -          | ?      | ?      |
| 2002                 | Træff                | 3D                   | ?          | ?          | CN              | ?               | ?               | -                  | -                  | -                  | -          | -          | -          | ?      | ?      |
| 2003                 | Træff                | 3D                   | ?          | ?          | CN              | ?               | ?               | -                  | -                  | -                  | -          | -          | -          | ?      | ?      |
| 2004                 | Træff                | 3D                   | ?          | ?          | CN              | ?               | ?               | -                  | -                  | -                  | -          | -          | -          | ?      | ?      |
| Totale Træff         | Totale Træff         | Totale Træff         | ?          | ?          |                 | ?               | ?               |                    | -                  | -                  |            | -          | -          | ?      | ?      |
| 2005                 | Løv-Ham              | 1D                   | 10         | 0          | CN              | ?               | ?               | -                  | -                  | -                  | -          | -          | -          | 10+    | 0+     |
| 2006                 | Løv-Ham              | 1D                   | 22         | 3          | CN              | 1+              | 0+              | -                  | -                  | -                  | -          | -          | -          | 23+    | 0+     |
| Totale Løv-Ham       | Totale Løv-Ham       | Totale Løv-Ham       | 32         | 3          |                 | 1+              | 0+              |                    | -                  | -                  |            | -          | -          | 33+    | 0+     |
| 2007                 | Åsane                | 2D                   | ?          | ?          | CN              | ?               | ?               | -                  | -                  | -                  | -          | -          | -          | ?      | ?      |
| 2008                 | Åsane                | 2D                   | ?          | ?          | CN              | ?               | ?               | -                  | -                  | -                  | -          | -          | -          | ?      | ?      |
| 2009                 | Åsane                | 2D                   | ?          | ?          | CN              | ?               | ?               | -                  | -                  | -                  | -          | -          | -          | ?      | ?      |
| 2010                 | Åsane                | 2D                   | ?          | ?          | CN              | ?               | ?               | -                  | -                  | -                  | -          | -          | -          | ?      | ?      |
| 2011                 | Åsane                | 2D                   | ?          | ?          | CN              | ?               | ?               | -                  | -                  | -                  | -          | -          | -          | ?      | ?      |
| 2012                 | Åsane                | 2D                   | 21         | 0          | CN              | ?               | ?               | -                  | -                  | -                  | -          | -          | -          | 21+    | 0+     |
| 2013                 | Åsane                | 2D                   | 20         | 2          | CN              | 2               | 0               | -                  | -                  | -                  | -          | -          | -          | 22     | 2      |
| 2014                 | Åsane                | 2D                   | 25         | 0          | CN              | 2               | 0               | -                  | -                  | -                  | -          | -          | -          | 27     | 0      |
| 2015                 | Åsane                | 1D                   | 28         | 0          | CN              | 4               | 0               | -                  | -                  | -                  | -          | -          | -          | 32     | 0      |
| gen.-lug. 2016       | Åsane                | 1D                   | 0          | 0          | CN              | 2               | 0               | -                  | -                  | -                  | -          | -          | -          | 2      | 0      |
| Totale Åsane         | Totale Åsane         | Totale Åsane         | 94+        | 2+         |                 | 10+             | 0+              |                    | -                  | -                  |            | -          | -          | 104+   | 2+     |
| lug.-dic. 2016       | Fyllingsdalen        | 2D                   | 13         | 0          | CN              | -               | -               | -                  | -                  | -                  | -          | -          | -          | 13     | 0      |
| 2017                 | Fyllingsdalen        | 3D                   | 21         | 0          | CN              | 1               | 0               | -                  | -                  | -                  | -          | -          | -          | 22     | 0      |
| Totale Fyllingsdalen | Totale Fyllingsdalen | Totale Fyllingsdalen | 34         | 0          |                 | 1               | 0               |                    | -                  | -                  |            | -          | -          | 35     | 0      |
| Totale               | Totale               | Totale               | ?          | ?          |                 | ?               | ?               |                    | -                  | -                  |            | -          | -          | ?      | ?      |